# ماریاژر
ماریاژر (به لاتین: Mariager) یک منطقهٔ مسکونی در دانمارک است که در Mariagerfjord Municipality واقع شده‌است. ماریاژر ۱٫۸۸ کیلومتر مربع مساحت و ۲٬۵۳۷ نفر جمعیت دارد.